# Tepetzintla (västra Tamazunchale kommun)
Tepetzintla är en ort i Mexiko.   Den ligger i kommunen Tamazunchale och delstaten San Luis Potosí, i den sydöstra delen av landet, 200 km norr om huvudstaden Mexico City. Tepetzintla ligger 938 meter över havet och antalet invånare är 106.
Terrängen runt Tepetzintla är kuperad åt sydost, men åt nordväst är den bergig. Tepetzintla ligger uppe på en höjd. Runt Tepetzintla är det ganska tätbefolkat, med 60 invånare per kvadratkilometer. Närmaste större samhälle är Tamazunchale, 10,9 km nordost om Tepetzintla. I omgivningarna runt Tepetzintla växer i huvudsak städsegrön lövskog.